# محمد النخلي
 .
محمد بن محمد بن حمودة النخلي القصراوي القيرواني. ولد بمدينة القيروان (تونس)، وتوفي في تونس (العاصمة). قضى حياته في تونس.
علم من أعلام الزيتونة الأفذاذ، له من سعة الإطلاع ودقة البحث وحرية التفكير، ما أهّله ليكون من الروّاد الأول في تركيز حركة الإصلاح، والتوعية والدعوة إلى أعمال الفكر، والإقبال على العلوم قصد التطور والتقدم. وقد كان له التأثير العميق على تلامذته والذين من بينهم عبد الحميد بن باديس، والطاهر الحداد، وغيرهما من رجالات الزيتونة، ومن كان لهم إشعاع على الثقافة بربوعنا التونسية حاملين طيّ جوانبهم وجوارحهم فكرة البحث النزيه والنظر إلى الإسلام بكونه الدين الحنيف الصالح لكل زمان ومكان، يتماشى وواقع كل عصر، بما يحويه من تأمّلات في المعاملات البشرية الخاصة منها والعامة
كان الشيخ محمد النخلي مثالا للجد والعمل الدائب، وإن رائده دائما حرية التفكير في نزاهة العالم الصادق والمخلص في مهنته، لا تأخذه في الحق لومة لائم، ينظر بمنظار الوعي الدقيق للأشياء، ولا يترك مسألة تمرّ وقد أبدى فيها الأقدمون أحكامهم دون أن يكون له موقفه الخاص منها بالتأييد أو المخالفة، مستدلا بالحجة والبرهان، ومقدّما أقوم الحلول وأقربها إلى المنطق والصواب.
النخلي رائد الاجتهـاد:
كانت حياته خصبة معطاء، بفضل هذا الذكاء النادر الذي اتسم به، وبفضل عصاميته وكفاحه... ولم يكن الشيخ النخلي متمّيزا بهذا الجانب العلمي في رحاب الزيتونة من حيث اتساع دائرته في تفسيره للقرآن الكريم بل كان له الباع الطويل في ميدان الشعر والأدب والفصاحة والبيان، وقد وقف هذه الطاقة لخدمة الأغراض الوطنية وبالأحرى خدمة بلاده، فكان من أول الشعراء الذين تفطنوا لذاك الغزو الحضاري الداخل على البلاد منذ أواخر القرن التاسع عشر، فكانت له المواقف والآراء التي تـقـرّب الشقة بين الأخذ بأسباب الحضارة والثورة على القديم البالي الذي لا يفيد.
(1286 - 1343 هـ) (1869 - 1924 م)
يؤرخ له الشيخ محمد مخلوف في كتابه الشهير «شجرة النور الزكية» بقوله: «كان نقادا خبيرا، ميّالا لتحقيق المباحث، اشتهر بالذكاء والصراحة في أقواله، التحق بجامع الزيتونة سنة 1304 هـ حيث درس على الشيخ سالم بوحاجب ومحمود بن محمود ومحمد النجار وغيرهم... كان يقول الشعر ويجيده، تولى خطة التدريس من الطبقة الأولى، توفي بتونس في رجب 1342هـ وكانت جنازته مشهودة، حيث إرادة حمل جسده للقيروان، وكذلك بالقيروان، ودفن بالجناح الأخضر، ورثاه بعض طلبته بقصائد فرائد».
ويعرّف به الطاهر الحداد في حديثه عن الاجتهاد وحال العلوم بجامع الزيتونة في عهده: - "غير أنهم (الشيوخ) ويا للأسف قد جروا على خلاف ذلك، فأيدوا الروح الموروث عن شيوخهم، وحرموا رائحة التفكير المستقل في عامة العلوم وأغروا تلاميذهم بالتشنيع على من يتظاهر من الشيوخ بشيء من الرأي المخالف للمألوف بالمعهد، حتى ولو كان موافقا لرأي قديم اختاره بعض العلماء السالفين، فقد عاش المرحوم محمد النخلي جزءا من حياته بالمعهد (الزيتوني) وهو مطعون في عقيدته، بما أضاع كثيرا من نشاطه في الدروس، وجعله يقرئ دروسه بعد كعمل ميكانيكي يفرضه عليه الوظيف، وكذلك طعن على المرحوم الشيخ سعد السطيفي حتى مات مدحورا في بيته المظلم الصغير بمدرسة النخلة حذوا الجامع
تلامــيذه:
هذا وقد كان من بين تلامذة الأستاذ محمد النخلي الشيخ عبد الحميد بن باديس والشيخ محمد الطاهر بن عاشور وهما «من روّاد النهضة الفكرية والإصلاحية بتونس في العصر الحديث كما يعتبران من أبرز أتباع مدرسة الإمام محمد عبده والعاملين على نشرها».
تأسيس الجامعة الزيتونيـة:
هذا ويعتبر الشيخ النخلي ضمن مؤسسي جمعية الجامعة الزيتونية، وقد كان مزمعا على إلقاء محاضرة بقاعة الخلدونية في اليوم الرابع من محّرم سنة 1325هـ على مسامع من استدعتهم الجامعة لبيان مقاصد الجمعية، وما تبغي تحقيقه في مجال النهضة العلمية بجامع الزيتونة، إلا أن ظروفا عائقة حالت دون ذلك، وقد نشرت مجلة المنار المصرية هذه المحاضرة وعلقت عليها بما يلي: «نحيي الجمعية الزيتونية ونحمد الله أن وجد في علمائنا مثل هذا الخطيب، وعسى أن يكون لطلاّب الأزهر جمعية مثلها» وقد استهل الشيخ محاضرته بالبيت التالي:
ليس الحداثة في سن بمانعة --- قد يوجد الحلم في الشبان والشيب
تــآليفـه:
أما من حيث التأليف، فإن الشيخ محمد النخلي لم يترك أثرا مطبوعا سوى نشرية في اثنتي عشرة صفحة بعنوان: حياة اللغة العربية، مطبعة النهضة – تونس، بدون تاريخ- وقد قدّم لها ابنه السيد عبد المنعم النخلي. إلا انه وكما أشار إلى ذلك الأستاذ أحمد توفيق المدني في تقويمه «المنصور» قد ترك العديد من الدراسات تهيأ لنشر البعض منها غير أن ظروفا قاهرة حالت دون ذلك، وسوف نورد فيها يلي البعض منها على سبيل المثال لا الحصر، وحتى نلفت نظر الباحثين والدارسين إلى وجوب الاهتمام بها ونفض غبار النسيان عنها:
رسالة في المرأة المسلمـة:
وهي كما أشار الأستاذ المدني على اختصارها تكاد تكون فريدة في بابها، حيث ذكر فيها من مظاهر عناية الشريعة السمحاء بالمرأة وتوفيتها حقها مع الأدلة الشرعية ما لا يوجد في مؤلف في هذا الموضوع، وكان كتب عنه إلى من سأله توجيه نسخة منه إليه وهو بالقيروان ما نصه:
«وأما تأليف المرأة المسلمة فقد قضى الله بتشتيت شمله، فآخره عندي بالقيروان وأوله بتونس ولا أعلم كيف شتت هذا التشتيت، كأني حسبت أني نقلته بتمامه إلى تونس، وأنا لم أنقل إلا بعضه في الواقع».
محرّر مختصر في مسألة الناقص بالفصاحة.
رسالة في تراجم شيوخه على طريقة الفتح بن خاقان في كتابه قلائد العقيان.
ألفية في الجغرافية
رجز في العروض والقوافي.
دراسة في تفسير قوله تعالى: «ألم تر إلى ربك كيف مدّ الظل ولو شاء لجعله ساكنا»
دراسة في تفسير قوله تعالى: «ادع إلى سبيل ربك بالحكمة والموعظة الحسنة»
دراسة في تفسير قوله تعالى: «إن الله يأمر بالعدل والإحسان»، ويذهب الأستاذ المدني إلى أن هذه الدراسة من أهم ما خطت يد الشيخ الأديب.
دراسة تاريخية فلسفية في دول الوليد بن عبد الحكم الأموي، والمأمون، وأبي جعفر المنصور، العباسيين صدّرها بمقدمة في دول الخلفاء الراشدين ومن جاء بعدهم إلى دولة الوليد، وأملى معظمها في مسامرات بنادي الصادقية سنة 1324هـ.
من خلال ما تقدم ذكره من دراسات لم تنشر، نستكشف أن الشيخ محمد النخلي كان له نشاط غزير، سواء في مجال المسامرات والمساهمة في النهضة الفكرية مطلع القرن العشرين، أو في هذه التحقيقات والتحارير التي دبجتها براعته، وكم نحن في شوق متزايد إلى السعي وراءها واستكناه مضامينها حتى يعمّ النفع الجميع، وحتى نعيد إلى هذا العالم الكبير بعض مجده العلمي ومكانته التي يستحقها بين أعلام الزيتونة العظام.
لقد عاش النخلي للعلم والتعليم وليس غير سواهما، وحتى في سنيّ مرضه العضال الذي أودى بحياته، كان يبحث ويطالع شتى المؤلفات قديمها وحديثها، وفي أي مادة كانت ويحادث طلبته وخلانه في مواضيعها المختلفة مبديا آراءه ومواقفه فيعترف له القوم بهذا النبوغ وهذه العبقرية التي قلما يوجد الزمان بمثلها.
من أشعار الشيخ:
من قصيدة: تجرَّعتُ كأس الصبر
تجـرَّعتُ كأسَ الصـبر كـالصـبرِ مـن دهــــري	
وسـاورْتُ أحـزانًا تكبَّدهــــــــــــا عُمْري
فـوا أسفـا مـن حظِّيَ الأسـودِ الــــــــذي	
بـه ابـيضَّ فَوْدي والهـمـومُ بـــــــلا حصْرِ
كـمـا احـمـرَّ دمعـي هـامـيًا فـوق وجنـتـي	
فـيـا مُقـلـتـي جـودي بـدمعـيَ كـي يجــري
أمـا بعـد فَقْدِ الإلْفِ فـي العـيش لـــــذةٌ	
قـريـنة أعـوام تدانَيْنَ مـن عــــــــــشْر
حـلـيلةُ خـيرٍ لـم تكـن غــــــــــيرَ بَرَّةٍ	
وغـيرَ ودودٍ عفَّةُ السـرِّ والجهــــــــــــر
وصـادقةُ الأقـوال فـي كلِّ حـــــــــــالةٍ	
وخـيِّرةُ الأفعـال سـامـيةُ القــــــــــدْر
وطـيِّبةُ الأنفـاس طـاهـــــــــــرةُ الرِّدا	
وعـاطرةُ الأخلاقِ صــــــــــــائبةُ الفكر
وقُرَّةُ عـيـنـي والـحنـونُ الـتـي رَبــــــا	
حَنـانُهـا عـن أمٍّ وعـن والـــــــــــدٍ بَرّ
مضتْ فـمضى صـفـوُ الـحـيـاة وعهدُنـــــــا	
فعـيشٌ طلـيـقُ الـــــــــوجه مبتسمُ الثغر
لعـمـري لقـد حُمِّلـــــــــــــتُ عبْءَ رزيَّةٍ	
ولكـننـي واللهِ نـاء بـهـا ظهـــــــــري
لقـد أوحشـتْ دارًا تُحـبُّ قـرارَهــــــــــا	
وآنستِ القبرَ الـوَحـــــــــــوشَ ولا تدري
فـيـا ظلـمةَ الـدار الـتـي كـان بـدرُهــا	
مضـيئًا بـهـا دهـرًا ويـا بـــــهجةَ القبر
ويـا قـلـبُ قـد أصـبحْتَ بعـد فراقهــــــا	
قـرارةَ أحـزانٍ كـمُضطرِم الجـمـــــــــــر
هـنـيئًا لرَمْسٍ ضمَّ خـير عفـــــــــــــيف	
طهـورًا مـن الأحقـادِ والشــــــــرِّ والضُّر
من قصيدة: فضل العلم
هـو الـمـجـدُ فـي الإسلام أثَّلَهُ العـلـــمُ	
إلـيـه دعـا ديـنٌ بـه انقشع الـوهــــــمُ
تعـالَ نُبـاكِرْ روضَ آثـارِه الـتــــــــــي	
عـلى صُحفِ الـتـاريـخ يبـدو لهــــــا رَسْم
وقـمُ نقتطفْ زهـرًا غضـــــــــــيضًا مُنشّقًا	
لنـــــــــــــــــاشقِ ذي لُبٍّ يروقُ له
وذكِّرْ رجـالَ الـديـنِ تـاريـخَ مـجـدِهـــــم	
ومـا كـان للإسلام مـن مفْخرٍ يـنمـــــــو
لعـل أُنـاسًا يجنحـون بحـزْمِهــــــــــــم	
لإحـيـاءِ مـيْتٍ قبـل أن يـنخرَ العـظـــــم
ففـي كتب الـتـاريـخ إيـقـاظُ نـــــــائمٍ	
قضى العـمـر فـي نـومٍ يروِّقُه حـلــــــــم
بـه الفكر يشدو إذ يضمُّ شـتـيـتَ مـــــــا	
تُعـانـيـه أفكـارٌ لهـا فـــــي العُلا سهْم
ويعـلـم أسبـابَ انحطــــــــــــاطٍ ورفعةٍ	
لـيسلكَ فـــــــــي سُبْل الأُلى للعُلا أَمُّوا
وقـد ذكروا أن الأُلى برَعــــــــوا العُلا	
تسنَّى بتـاريـخٍ لهـم ذلك الـحــــــــــزم
ألا حـازمٌ يُحـيـي بروح نشــــــــــــاطِه	
قتـيلَ سَقـامٍ لـيس يـزكـو لهــــــــم غُنْم
ألـم تعـلـمـوا يـا قـومُ تـاريـــــخَ أمةٍ	
لهـا بضعُ مِيئـيـنٍ عـلى الكُرَةِ الــــــحُكْم
ومـا هـو إلا الـديـنُ رائدُ عِزِّنـــــــــا	
ألا فـاتـركـوا بِدْعًا هــــــو الطَّمُّ والرَّمّ
تكلَّسَ فـوق الـديـنِ كلْسُ ابتداعِنـــــــــا	
فلـم تـنخرقْ مـنه الأشعَّة كـي نسمـــــــو
فأصـبح ضدٌّ يفتــــــــــــــــري كلَّ فِرْيَةٍ	
ويلـمزُهُ لَـمْزًا يَغارُ له الشَّهــــــــــــم
وأصـبح أقـوامٌ يـقـولـون مـا اشـــــتهَوا	
وغاب حُمـاةُ الـديـن فـاستأسدَ الــــــبَهْم
وظنُّوا ابتداعًا يُخجلُ الطبعَ فعــــــــــلُه	
هـو الشَّرْعُ كلاّ إنه الجهلُ والـوَهــــــــم
لعـمـرُ الهُدى إن الهدى هـو ديـنُنـــــــا	
ومـا بعــــــــــــده إلا الضلالُ له رَكْم
من قصيدة: رثاء الشيخ محمد عبده
مـصـابٌ بـه الإسلامُ بــــــــــــاكٍ مُوجَّعُ	
وخطبٌ بـه الإصلاح ركـــــــــــــنٌ مزعزعُ
بنعـي جلـــــــــــــيلٍ أطبقَ الأرض فضلُه	
وكـان بـه النفعُ العـمـيـمُ الـمــــــنفّع
وفَقْدُ جلـيل القـوم إنه فـــــــــــــاجعٌ	
وفقْدُ أجلِّ النــــــــــــــاس أنكى وأفجَع
ألا إنه قـد مـات مُصلـــــــــــــحُ عصرِهِ	
ومـصـبـاحُ ديـــــــــنِ الله ذاك السَّمَيْدَع
ألا إنه قـد غاص فــــــــــــي قعْرِ حفرةٍ	
عَيـالِمُ عـلـمٍ للـورى هـــــــــــــي شُرَّع
ألا إنه قـد سـاخ فـــــــــــي بضْعِ أذرعٍ	
فـوا عجـبًا طَوْدٌ عـظيـمٌ مـــــــــــــرفّع
ألا إنه قـد جـدَّ ذا الخطبُ بـيـننـــــــا	
فمـاذا الـبكـا مـاذا الرِّثـا مـا الـتـوجُّع
ذُعـرْنـا فلـم يُبقِ الأسـى لنـا مقـــــولاً	
يُجـيـد بتأبـيـنِ الإمـام ويبــــــــــدع
ولا مَسْكةً مـن فكرةٍ فـــــــــــــي هدايةٍ	
وأظلـمَ لــــــــــــيل الخطْب وانسدَّ مُوسَع
لقـد دفـن النـاسُ الإمـامَ محـــــــــمدًا	
ومـا هـو إلا عبـدُه الـمتــــــــــــورِّع
لقـد دفـن النـاس الإمـامَ الــــــذي قضى	
له فـيـه فـيضًا لـيس فـيـهــــــــنَّ أسْبَع
دعـا للهدى بعـد العَمــــــــــاية راشدًا	
وقـال لنـا: يـا أيـهـا النـاس أسـرعــوا
وأيـقـظَنـا مـن نـومةٍ طـال مُكثُهــــــــا	
حَذارِ لـمـوتٍ غبُّهـا يُتــــــــــــــــوقَّع